# Tatoxcac
La Junta Auxiliar de Tatoxcac se localiza en el municipio de Zacapoaxtla, en la Sierra Norte del Estado de Puebla. Colinda al norte con el Barrio de Xaltetela, al sur con la Junta Auxiliar de Atacpan y el Barrio de Cuacuilco, al Oriente con los Barrios de Tazecuala y la Junta Auxiliar de Ahuacatlán y al Poniente con el Barrio de Tezpilco.

## Toponimia
La palabra TETOXCAC proviene de las raíces náhuatl “TET” Piedra o Roca y “TOXCAC” Garganta, que quiere decir “GARGANTA DE PIEDRA”o "GARGANTA DE ROCA" Los antiguos mexicas llamaron Tetoxcac a este lugar debido a que en el centro de la población, existe una pequeña cueva, a la que se accede únicamente arrastrando el cuerpo, asemejándose a una garganta.

## Fundación
La fecha exacta de su fundación es aún desconocida. Algunas versiones indican que para el año 1270, el volcán Apaxtepec hizo erupción sepultando al pueblo de Xaltetelli, dando origen a Zacapoaloyan, actualmente Zacapoaxtla y por consiguiente a los pueblos de los alrededores.
Los pueblos que aquí residían fueron sometidos por la Triple Alianza "Huey-Tlatocayot", y adjudicados al Señorío de Texcoco.

## Historia
En 1524, después de la conquista, Tlatlauquitepec (junto con Zacapoaxtla) quedó encomendada a Jacinto Portillo, conquistador que después sería misionero minoritario de la Orden de San Francisco, conocido popularmente como Fray Cintos.
Durante la época colonial, como todas las comunidades indígenas de la Nueva España, fue sometida al dominio español.
El santuario de Tetoxcac dedicado al Señor del Triunfo inició su construcción en 1723 culminándolo en 1748, siendo consagrado ese mismo año según las cédulas de "cofradías y capellanías" del archivo parroquial.
Luego del triunfo de la Guerra de Independencia, la Provincia de Puebla fue organizada territorialmente, erigiendo el Partido de Zacapoaxtla el 1º de abril de 1835, integrándose la comunidad de Tetoxcac.
Durante la Revolución de Ayutla, algunos miembros de la familia Molina se unen a la causa liberal conjuntamente con los cuautecomacos (actualmente xochiapulquenses) al triunfo de la Guerra de Reforma, la Villa de Zacapoaxtla es sometida al orden constitucional por las fuerzas liberales de Tetela de Ocampo y Xochiapulco,  sobresale en apoyo de los liberales José Manuel Molina o simplemente conocido como Manuel Molina, oriundo de este lugar.
Durante la Segunda Intervención Francesa el Gobierno Nacional y Estatal convocan a la defensa de la Patria, Tetela de Ocampo acude primeramente al llamado de la patria, seguidamente de Xochiapulco, Zacatlán y Huahuchinango, mientras que poblaciones como Zacapoaxtla (que ya era cabecera de Municipalidad y de Distrito) así como los Distritos de San Juan de los Llanos (hoy Villa de los Libres), Tlatlahuquitepec y Chignahuapan deciden apoyar a la intervención.
En el Distrito de Zacapoaxtla el Jefe Político Pablo Mariano de Urrutia y el Comandante Militar, coronel Eduardo Santín declaran Rebajados de Guardia Nacional a todos los varones en edad de servir a la defensa nacional y son declarados para el servicio únicamente 63 individuos, del Barrio de Tetoxcac se reúnen al menos 7 hombres, encabezados por el entonces Teniente Manuel Molina.
En vista de que Zacapoaxtla que por su categoría política tenía por obligación constitucional reclutar un Batallón de Guardia Nacional y debido a que no lo hizo sino hasta septiembre de 1866, aproximadamente 30 milicianos en servicios de la recientemente formada Municipalidad de Xochiapulco,  así como aproximadamente 30 hombres de todo el Distrito (entre los que se incluían los hombres de Tetoxcac) haciendo un total de 60 hombres marchan con el Coronel Juan Nepomuceno Méndez con el fin de incorporarse al 6º Batallón Guardia Nacional del Estado de Puebla proveniente de la Municipalidad de Tetela de Ocampo no de Zacapoaxtla tal como menciona el General Juan Francisco Lucas en sus Autobiografía, integrándose al referido batallón el día 3 de mayo por la noche o 4 de mayo por la madrugada y participando conjuntamente con los valientes hombres de Tetela de Ocampo y Xochiapulco en la memorable batalla del 5 de mayo de 1862 en la que fue derrotado el Ejército Expedicionario Francés conocido entonces como El Primer Ejército del Mundo. Posteriormente el batallón obtiene permiso del General Ignacio Zaragoza para trasladarse a sus respectivas localidades, iniciando la resistencia republicana de la Sierra Norte del Estado de Puebla.
A principios de 1863 el coronel Eduardo Santín por instrucciones del general Ignacio Mejía entonces Gobernador y Comandante Militar del Estado de Puebla, organiza con individuos de los Distritos de Zacapoaxtla, San Juan de los Llanos y Teziutlán, el “Batallón Mixto de la Sierra” al mando del mismo coronel Santín, en este cuerpo de guerra se incluyeron a los milicianos de Tetoxcac quienes participarán en la defensa del Convento de San Agustín el 25 de abril de 1863. Luego de la rendición de la plaza de Puebla el 17 de mayo de 1863 el “Batallón Mixto de la Sierra” regresa a la sierra norte quedando al mando del General José María Maldonado, quién es nombrado por el General Miguel Negrete entonces Gobernador y Comandante Militar del Estado de Puebla, Jefe Político y Comandante Militar del Distrito de Zacapoaxtla. El entonces capitán Manuel Molina es nombrado Comandante Militar del Barrio de Tetoxcac, organizando una compañía de infantería con individuos de Tetoxcac y otras poblaciones de la Municipalidad de Zacapoaxtla, la cual quedó con la denominación de Compañía Mixta de la Guardia Nacional de la Municipalidad de Zacapoaxtla.
Durante el resto de 1863 y hasta finales de 1864 la resistencia republicana no se consolida, sosteniéndose numerosos combates entre las tropas republicanas de Tetela de Ocampo, Xochiapulco (organizadas en el recién formado 2o Batallón Guardia Nacional de Xochiapulco), Zacatlán, Huahuchinango y de los barrios de Ahuacatlán, Cuahuíctic y Tetoxcac.
A finales de 1864 se presenta el general Fernando María Ortega con el nombramiento de Gobernador y Comandante Militar del Estado de Puebla, organizando las fuerzas republicanas de la sierra, consolidando la resistencia republicana que será duramente contraatacada por las fuerzas austro - belgas y “traidoras” de Zacapoaxtla, San Juan de los Llanos, Tlatlahuquitepec, Chignahuapan y Tulancingo, además de las fuerzas de Tlaxcala y Perote, quienes formaron cuerpos de guerra llamados "Batallones Auxiliares", "Batallones Móviles" o Escuadrones Imperiales como fue el caso del Batallón Guardia Móvil de la Imperial Zacapoaxtla al mando del coronel Anastacio Roldán.
El General Fernando María Ortega debido a la ubicación estratégica de la población de Zacapoaxtla y dado el espíritu conservador de sus habitantes y con el fin de “estimular” a la población a participar en la defensa de la Patria, el 5 de diciembre de 1864 le otorga el Título de Ciudad del Veinticinco de Abril a la Villa de Zacapoaxtla, declarándola además Sede Provisional del Gobierno del Estado de Puebla.

## Orografía
La región se caracteriza por su relieve bastante accidentado; presentando numerosas y largas cadenas montañosas, aunque no siempre bien definidas, entre las cuales existen profundos valles y barrancos con caudalosos ríos,  lo que le confiere una topografía muy irregular, destacando la cadena montañosa de más de 15 kilómetros de largo que se inicia en el cerro Tomaquilo(donde hay abundancia de hierba de tomatillo) de más de 2500 m s. n. m.

## Hidrografía
El Municipio de Zacapoaxtla pertenece a la vertiente septentrional del Estado de Puebla, formada por las distintas cuencas parciales de los ríos que desembocan en el Golfo de México y se caracterizan por sus ríos impetuosos con una gran cantidad de caídas.
El municipio se ubica dentro de la cuenca del río Tecolutla que por su ubicación, configuración, orografía y dimensiones, presenta un complejo sistema hidrológico, numerosos ríos que corren encajonados entre las sierras y que después de recorrer de sur a norte el territorio se unen finalmente al Apulco, afluente del Tecolutla.
El río Hueyteco nace al centro-este en las estribaciones del cerro Tomaquilo, (perteneciente a la Junta Auxiliar de Tetoxcac)  recorre la parte central de sureste a noroeste y se une con el nombre de Xalacapan al río Tepetitlan.
La Junta Auxiliar de Tetoxcac presenta gran cantidad de arroyos intermitentes que se unen a los ríos mencionados, así como numerosos manantiales.

## Clima
El clima es templado subhúmedo en el cual se presentan lluvias frecuentes y frío acompañado de “chipi chipi” (brisa fina) en invierno,  así como formación de densos bancos de neblina que limitan la visibilidad.

## Flora
La flora de la Junta Auxiliar de Tetoxcac se compone principalmente de árboles de encino roble y encino blanco, ocote e hilite, además de diversos arbustos y plantas propias de la región serrana, entre las que destacan el nogal silvestre, el sauco y el madroño.

## Fauna
La fauna de la Junta Auxiliar de Tetoxcac se compone principalmente de conejos silvestres, ardillas, tlacuaches, mapaches, cacomixtles, zorras, zorrillos, guajolote de monte, onzas,  tecolotes, lechuzas y una gran cantidad de aves pequeñas,  cuyas especies actualmente se encuentran consideradamente mermadas debido a la caza y la destrucción de su hábitat natural.
Antiguamente existía coyote y gato montés, actualmente extintos debido a las causas antes señaladas.

## Tipo de Suelo
El suelo tipo Andosol es el que predomina en la parte alta y baja de la Junta Auxiliar, así como en el resto del municipio.

## Idioma
En la región central y sureña, la población es en su mayoría náhuatl, en la actualidad se habla conjuntamente el español con el náhuatl.

## Fiestas populares
- El Domingo de Ramos es la fiesta patronal del pueblo de Tetoxcac, a la que concurren devotos de diferentes poblaciones de la Sierra Norte del Estado de Puebla.

- Conmemoración de la Batalla del 5 de mayo de 1862.

## Danzas típicas
Danza de los Pilatos, los Toreadores, los Migueles, los Matlachines, los Santiagos, los Quetzales, los Voladores y los Negritos.

## Música
Antiguamente, la música tradicional era a base de violín y guitarra con la que se interpretaban piezas corridas, vals y los tradicionales sones huastecos, destacando en este último género a principios del siglo XX, el trío musical formado en su juventud por los señores Tomás, Virginio y Jesús Molina, muy famosos y solicitados en toda la región de la Sierra Nororiental del Estado de Puebla.

## Trajes típicos
La mujer usa falda negra de lana con listones de colores dispuestos en el borde inferior de la misma, una franja de color rosa a la altura de la cadera, anudada a la cintura por una cinta del mismo color, camisa de labor bordada en cuadrillé a punto de hilván confeccionada por las mismas mujeres, complementan el traje con un rebozo de hilo.
Los hombres visten calzón y camisa de manta blanca, sombrero de palma y huaraches de "pata de gallo", con el machete en su cubierta anudado en la cintura, complementan el vestuario con un gabán o cotón de lana en color café liso o en ocasiones con grabados.

## Artesanías
La madera labrada o torneada se trabaja en poca cantidad, actualmente el señor Teodoro Tacuepian, (último maestro labrador de madera) se dedica a la elaboración de máscaras labradas, muy apreciadas por los danzantes regionales y los coleccionistas extranjeros. Se elaboran canastas o chiquihuites de palma.
Con el barro se trabajan algunas vasijas y los tradicionales comales.
- Antiguamente se elaboraban vestimentas tradicionales de lana, utilizando el telar de cintura.

## Gastronomía
Alimentos: Se elaboran antojitos propiamente regionales como son: los tlacoyos, chalupas, tamales, quesadillas de flor de calabaza, queso y hongos, además del tradicional mole de hoya.
Dulces: de higo, calabaza de castilla, chilacayote, frutas secas, piloncillo,  palanquetas y  pepitorias.

## Industria
La actividad industrial se basa en la explotación de la madera de los bosques de la región, elaborando tablas y cajas de madera para el empaque de diferentes frutas. Otro aspecto industrial importante es la extracción de gravilla volcánica (tezontle)

## Comercio
Su actividad comercial principal se fundamenta en la compra y venta de productos agropecuarios, además de que se distribuyen productos de primera y segunda necesidad, tales como: alimentos, ropa y calzado, artículos y enseres para el uso doméstico.

## Agricultura
La industria agropecuaria se basa en la producción de granos como el maíz, frijol, trigo y cebada; con respecto a la fruticultura existe una gran diversidad entre la que destaca la producción de pera, manzana, ciruela, durazno y aguacate.

## Ganadería
En esta actividad económica se encuentra la cría de ganado porcino, vacuno y aves de corral.

## Servicios
El Pueblo de Tetoxcac cuenta con servicios de agua potable, drenaje y alcantarillado, electrificación, alumbrado público, teléfono y autotransporte, además de percibir la señal de TV y de las radiodifusoras locales y nacionales, servicios médicos, de seguridad pública y loncherías, aunque en el resto de la Junta Auxiliar estos servicios son parcialmente inexistentes.

## Medios de comunicación
Cuenta con servicios de teléfono en el pueblo y telefonía rural en los alrededores, además de la señal de TV y estaciones radiodifusoras locales y nacionales. El servicio de transporte foráneo es prestado por las líneas de transporte local, además de contar con el servicio de taxis, microbuses y camionetas colectivas.

## Abasto
El pueblo cuenta con una tienda CONASUPO, la mayoría de la población se traslada a la cabecera municipal en los días miércoles y sábado con el fin de recaudar su mandado.

## Salud
El servicio de salud es proporcionado a través de dos clínicas, la primera del IMSS y la segunda perteneciente a la Congregación Metodista del pueblo de Tetoxcac denominada “El Buen Samaritano” a donde concurren especialistas extranjeros en las llamadas “Caravanas Médicas”.

## Educación
En la actualidad la Junta Auxiliar de Tetoxcac cuenta con dos centros de educación preescolar, dos de educación primaria, una telesecundaria y una Biblioteca Pública, la cual no cubre en su totalidad la demanda educativa, próximamente se instalará un Bachillerato Oficial Federal.

## División Política
La Junta Auxiliar de Tetoxcac se encuentra dividida en tres secciones.

## Atractivos Turísticos
Santuario dedicado al Señor del Triunfo que data de principios del siglo XVII, durante la fiesta patronal festejada el Domingo de Ramos existe una gran congregación de devotos de toda la Sierra Norte del Estado de Puebla.
Monumento en honor a los Héroes del 5 de mayo de 1862, originarios de la comunidad de Tetoxcac y la celebración cívica de ese memorable hecho (Proyecto)
Mirador Turístico de Tetoxcac y Cristo Monumental donde se aprecia una vista excepcional de la cuenca de Zacapoaxtla.
Caminata de montaña por el cerro de Tomaquilo, apreciando bellos amaneceres y atardeceres, además de poder observar en un día escampado las costas del mar de Veracruz.
Posas del río Hueyteco, en la que en primavera se reúnen los habitantes de diferentes lugares para pasar un buen rato, nadando en sus frescas aguas, además de poder comer una de las ricas truchas que ahí se venden.

## Monumentos y Sitios Históricos
- Santuario dedicado al Señor del Triunfo que data de principios del siglo XVII
- Monumento en honor a los Héroes de la Batalla del 5 de mayo de 1862, originarios de Tetoxcac.

## Personajes Ilustres[4][5]
Defensores republicanos:
- José Manuel Molina o Manuel Molina, Coronel de Infantería de la Guardia Nacional, originario del Barrio de Tatoxcac, participó en la batalla del 5 de mayo de 1862 en la Ciudad de Puebla como Comandante Segundo en Jefe de la 5ª Compañía "Única" del Distrito de Zacapoaxtla, incorporada al célebre 6º Batallón Guardia Nacional del Estado de Puebla, al mando del entonces Coronel Juan Nepomuceno Méndez. Amigo, compadre y compañero de lides militares del General Juan Francisco Lucas, inicia su actividad militar durante la Guerra de Reforma para concluirla con la Revolución de Tuxtepec (1876) con la cual Porfirio Díaz asume la presidencia de la República, ocupó el puesto de inspector general de las Fuerzas de Seguridad Pública del Distrito de Zacapoaxtla, además de mantener una estrecha comunicación con los indígenas y líderes de la región hasta su muerte a principios del siglo XX.

- Pascual Molina, Soldado de infantería de la Guardia Nacional, militante liberal, resultó herido en la Batalla del 5 de mayo de 1862 en la Ciudad de Puebla.

- José Molina, Soldado de infantería de la Guardia Nacional, militante liberal, resultó herido en la Batalla del 5 de mayo de 1862 en la Ciudad de Puebla.
- José Molina 2º, Soldado de infantería de la Guardia Nacional, militante liberal, participó en la Batalla del 5 de mayo de 1862 en la Ciudad de Puebla.
- Miguel Juárez, Sargento 2º de infantería de la Guardia Nacional, militante liberal, participó en la Batalla del 5 de mayo de 1862 en la Ciudad de Puebla.
- Antonio Juárez, Soldado de infantería de la Guardia Nacional, militante liberal, entregó su vida en defensa de la Patria, durante la Batalla del 5 de mayo de 1862 en la Ciudad de Puebla.
- Manuel Antonio (Loma) Soldado de infantería de Guardia Nacional, militante liberal, participó en la Batalla del 5 de mayo de 1862 en la Ciudad de Puebla, y luego posteriormente participó en los diferentes batallas durante la intervención francesa en la Sierra Norte de Puebla.
- José Francisco Rosales, Soldado de infantería de la Guardia Nacional, militante liberal, participó en la Batalla del 5 de mayo de 1862 en la Ciudad de Puebla.

Entre septiembre y octubre de 1866 se organizó el 1er Batallón de la Guardia Nacional de Zacapoaxtla, conocido posteriormente como 1er Batallón de Cazadores de Zacapoaxtla, durante este tiempo el Barrio de Tatoxcac contribuyó con un contingente mayor de milicianos, quiénes participarían conjuntamente con los hombres antes mencionados, en numeroso combates durante la parte final de la guerra de Intervención Francesa (octubre de 1866 – junio de 1867), durante los dos movimientos sociales de la Sierra Norte del Estado de Puebla (1868-1870), la Revolución de La Noria (1871–1872) y finalmente, hasta el triunfo de la Revolución de Tuxtepec (1876). 
Revolución Mexicana:
- José Narciso Tomás Molina Rosales. (1890-1971) Capitán 2º de Infantería del Ejército Constitucionalista de la Sierra Norte de Puebla, amigo del general Juan Francisco Lucas; ocupó el cargo de Jefe Político y Comandante Militar Constitucionalista Interino del ex Distrito de Zacapoaxtla, Comandante Militar interino de la Municipalidad de Zacapoaxtla en 1918 y Jefe de la Guarnición de la Plaza de Zacapoaxtla en 1920, tres veces Comandante Militar y Jefe de los Armados del Barrio de Tatoxcac, líder de la revolución a favor de la causa constitucionalista en el ex Distrito de Zacapoaxtla, participó en 34 acciones de guerra durante sus 21 años de servicio a la Patria, dotado de grandes virtudes, siempre las utilizó para hacer el bien ajeno; murió en su tierra natal, luego de 81 años de vida.[4]

- José Virginio Molina Rosales. (1895- 1968) Soldado de infantería del Ejército Nacional, revolucionario constitucionalista y gobiernista.
- José de Jesús Hilario Molina Rosales. (1900 – 1984) Soldado de infantería del Ejército Nacional, revolucionario constitucionalista y gobiernista.

Educadores:
- Constantino Molina Santos. (1921 – 1945) Primer maestro del Barrio de Tatoxcac, egresado de la Escuela Normal Rural “Basilio Badillo” de Xochiapulco, bajo la dirección del “Apóstol de la educación rural” Prof. Raúl Isidro Burgos.
- Angel Molina Xalcuaco. (1925- ) Nació en el Barrio de Tatoxcac, hijo del Capitán Tomás Molina Rosales y de la señora Gertrudis Santos Xalcuaco, cursó sus primeros estudios en la Ciudad de México, posteriormente ingresa al Internado de Tlatlauquitepec donde cursa su educación superior, concluidos estos, ingresa al 37.º Batallón de Infantería comandado por el General Demetrio Barrios Cabrera, pasando al Heroico Colegio Militar hasta encontrar su verdadera vocación e ingresando al Instituto de Capacitación del Magisterio, ejerce en la Sierra Nororiental del Estado de Puebla y en la Ciudad de Puebla de donde se retira, luego de más de 30 años de vocación magisterial, siendo condecorado el 15 de mayo de 1984 con la Medalla "Maestro Rafael Ramírez" al Mérito Docente. Incursiona en el campo político y actualmente en el campo de la investigación y reivindicación histórica de la Sierra Norte del Estado de Puebla, la biblioteca pública del Barrio de Taxco, municipio de Tetela de Ocampo lleva el nombre de este insigne hijo de Tatoxcac. Ha recibido múltiples reconocimientos y distinciones, la última fue el 4 de mayo de 2012 donde recibió de manos del C. Lic. Felipe Calderón Hinojosa, Presidente de la República, un reconocimiento por la participación tan valiente y honorable de su bisabuelo, el Coronel  Manuel Molina, en defensa de la Patria.

## Cronología de Hechos Importantes[5]
- Participación en la gloriosa batalla del 5 de mayo de 1862 en la Ciudad de Puebla de Zaragoza
- Participación en la defensa del Convento de San Agustín en la Ciudad de Puebla de Zaragoza, el 25 de abril de 1863.
- Batalla ocurrida el 20 de marzo de 1865 en Tatoxcac.
- Batalla ocurrida el 12 de abril de 1865 en Tatoxcac, donde los republicanos combatieron con tenacidad según manifiestan los documentos de los oficiales imperiales.
- Participación en la memorable batalla del 20 de octubre de 1865 en Tzontecomapan, Tetela de Ocampo, Puebla.
- Batalla ocurrida el 15 de julio de 1866 en Tatoxcac.
- Participación en el asedio y toma de Jalapa el 11 de noviembre de 1866.
- Participación en la toma de la fortaleza de Perote el 22 de noviembre de 1866.
- Participación en la memorable batalla del 2 de abril de 1867 en la ciudad de Puebla de Zaragoza.
- El 26 de junio de 2003 se presenta la iniciativa ante el Congreso de Puebla, con respecto al proyecto de decreto que erige al Barrio de Tatoxcac en Pueblo y la categoría de Junta Auxiliar, siendo aprobada por unanimidad.